# Батайка
Батайка — река в Таймырском Долгано-Ненецком районе Красноярского края России, правый приток Дудыпты. Длина реки — 141 км, площадь водосборного бассейна — 1620 км².
Река берёт начало в заболоченной местности на Северо-Сибирской низменности на высоте более 57 м над уровнем моря. Течёт преимущественно на юг и юго-запад по тундровой местности. В бассейне находится большое количество озёр, наиболее крупное из которых озеро Батайка. Река протекает через это озеро, хотя в государственном водном реестре России ошибочно указано это озеро как исток Батайки. Впадает в Дудыпту справа в 130 км от её устья, на высоте 22 м над уровнем моря. В нижнем течении ширина русла достигает 53 м при глубине 0,8 м, скорость течения — 0,3 м/с.

## Основные притоки
Указаны поименованные притоки длиной 30 км и более.
| Название | Расстояние от устья | Длина | Положение |
| -------- | ------------------- | ----- | --------- |
| Кыллах   | 39                  | 37    | правый    |
| Юколала  | 54                  | 64    | правый    |

## Данные водного реестра
По данным государственного водного реестра России и геоинформационной системы водохозяйственного районирования территории РФ, подготовленной Федеральным агентством водных ресурсов:
- Бассейновый округ — Енисейский
- Речной бассейн — Пясина
- Речной подбассейн — нет
- Водохозяйственный участок — Пясина и другие реки бассейна Карского моря от восточной границы бассейна Енисейского залива до западной границы бассейна реки Каменная
- Код объекта в государственном водном реестре — 17020000112116100122729[4].